# الخضاري (الحيمة الخارجية)

تعديل مصدري - تعديل

الخضاري هي إحدى قرى عزلة وهبي بمديرية الحيمة الخارجية التابعة لمحافظة صنعاء، بلغ تعداد سكانها 47 نسمة حسب تعداد اليمن لعام 2004.